# Circonscription de Fquih Ben Salah
La circonscription de Fquih Ben Salah est la circonscription législative marocaine de la province de Fquih Ben Salah située en région Béni Mellal-Khénifra. Elle est représentée dans la Xe législature par Abdelhadi Echcharika, Bouabib Lbida, Cherkaoui Znaydi et Mohamed Moubdi.

## Historique des députations
| Législature | Début de mandat  | Fin de mandat    | Députés élus | Députés élus             | Députés élus | Députés élus            | Députés élus | Députés élus              | Députés élus | Députés élus               |
| ----------- | ---------------- | ---------------- | ------------ | ------------------------ | ------------ | ----------------------- | ------------ | ------------------------- | ------------ | -------------------------- |
| IXe         | 26 novembre 2011 | 7 octobre 2016   |              | Abdelkrim Nemmaoui (PJD) |              | Cherkaoui Znaydi (USFP) |              | Noureddine El Aqaoui (MP) |              | Ahmed Fadli (RNI)          |
| Xe          | 8 octobre 2016   | 8 septembre 2021 |              | Bouabib Lbida (PJD)      |              | Cherkaoui Znaydi (USFP) |              | Mohamed Moubdi (MP)       |              | Abdelhadi Echcharika (PAM) |
| XIe         | 9 septembre 2021 | ?                |              | Mahfoud Kamal (RNI)      |              | Cherkaoui Znaydi (USFP) |              | Mohamed Moubdi (MP)       |              | Ibrahim Fadli (PAM)        |

## Historique des élections

### Découpage électoral d'octobre 2011

#### Élections de 2016
| Parti       | Parti                                               | Voix    | %      | Député(s) élus       |  |
| ----------- | --------------------------------------------------- | ------- | ------ | -------------------- |  |
|             | Union socialiste des forces populaires (USFP)       | 16 820  | 20,19  | Cherkaoui Znaydi     |  |
|             | Mouvement populaire (MP)                            | 16 770  | 20,13  | Mohamed Moubdi       |  |
|             | Parti authenticité et modernité (PAM)               | 14 584  | 17,50  | Abdelhadi Echcharika |  |
|             | Parti de la justice et du développement (PJD)       | 10 105  | 12,13  | Bouabib Lbida        |  |
|             | Rassemblement national des indépendants (RNI)       | 9 391   | 11,27  |                      |  |
|             | Parti de la réforme et du développement (PRD)       | 4 041   | 4,85   |                      |  |
|             | Parti Al Ahd Addimocrati (AHD)                      | 3 295   | 3,95   |                      |  |
|             | Parti du progrès et du socialisme (PPS)             | 3 076   | 3,69   |                      |  |
|             | Parti de l'Istiqlal (PI)                            | 1 782   | 2,14   |                      |  |
|             | Fédération de la gauche démocratique (FGD)          | 1 756   | 2,11   |                      |  |
|             | Union constitutionnelle (UC)                        | 1 168   | 1,40   |                      |  |
|             | Mouvement démocratique et social (MDS)              | 276     | 0,33   |                      |  |
|             | Parti de la renaissance et de la vertu (PRV)        | 174     | 0,21   |                      |  |
|             | Parti de la liberté et de la justice sociale (PLJS) | 77      | 0,09   |                      |  |
|             |                                                     |         |        |                      |  |
| Inscrits    | Inscrits                                            | 219 997 | 100,00 |                      |  |
| Abstentions | Abstentions                                         | 136 862 | 62,16  |                      |  |
| Exprimés    | Exprimés                                            | 83 315  | 37,84  |                      |  |

#### Élections de 2021
| Parti       | Parti                                               | Voix    | %      | Député(s) élus   |  |
| ----------- | --------------------------------------------------- | ------- | ------ | ---------------- |  |
|             | Rassemblement national des indépendants (RNI)       | 37 584  | 29,65  | Mahfoud Kamal    |  |
|             | Mouvement populaire (MP)                            | 25 704  | 20,28  | Mohamed Moubdi   |  |
|             | Parti authenticité et modernité (PAM)               | 20 367  | 16,07  | Ibrahim Fadli    |  |
|             | Union socialiste des forces populaires (USFP)       | 17 205  | 13,57  | Cherkaoui Znaydi |  |
|             | Parti de l'Istiqlal (PI)                            | 12 231  | 9,65   |                  |  |
|             | Parti de la justice et du développement (PJD)       | 6 559   | 5,17   |                  |  |
|             | Union constitutionnelle (UC)                        | 2 265   | 1,79   |                  |  |
|             | Alliance de la fédération de gauche (AGD)           | 1 517   | 1,20   |                  |  |
|             | Parti marocain libéral (PML)                        | 902     | 0,71   |                  |  |
|             | Parti vert marocain (PVM)                           | 875     | 0,69   |                  |  |
|             | Parti du progrès et du socialisme (PPS)             | 735     | 0,58   |                  |  |
|             | Parti travailliste (PT)                             | 352     | 0,28   |                  |  |
|             | Parti du centre social (PCS)                        | 269     | 0,21   |                  |  |
|             | Parti de la liberté et de la justice sociale (PLJS) | 149     | 0,12   |                  |  |
|             | Parti de la renaissance et de la vertu (PRV)        | 58      | 0,05   |                  |  |
|             |                                                     |         |        |                  |  |
| Inscrits    | Inscrits                                            | 249 994 | 100,00 |                  |  |
| Abstentions | Abstentions                                         | 123 222 | 49,29  |                  |  |
| Exprimés    | Exprimés                                            | 126 772 | 50,71  |                  |  |